# El Cerrito, Guerrero
El Cerrito är en ort i Mexiko.   Den ligger i kommunen Acapulco de Juárez och delstaten Guerrero, i den södra delen av landet, 280 km söder om huvudstaden Mexico City. El Cerrito ligger 211 meter över havet och antalet invånare är 143.
Terrängen runt El Cerrito är platt åt sydost, men åt nordväst är den kuperad. Terrängen runt El Cerrito sluttar söderut. Runt El Cerrito är det ganska glesbefolkat, med 34 invånare per kvadratkilometer. Närmaste större samhälle är Barrio Nuevo de los Muertos, 0,67 km sydost om El Cerrito. Omgivningarna runt El Cerrito är en mosaik av jordbruksmark och naturlig växtlighet.